# 永蓋

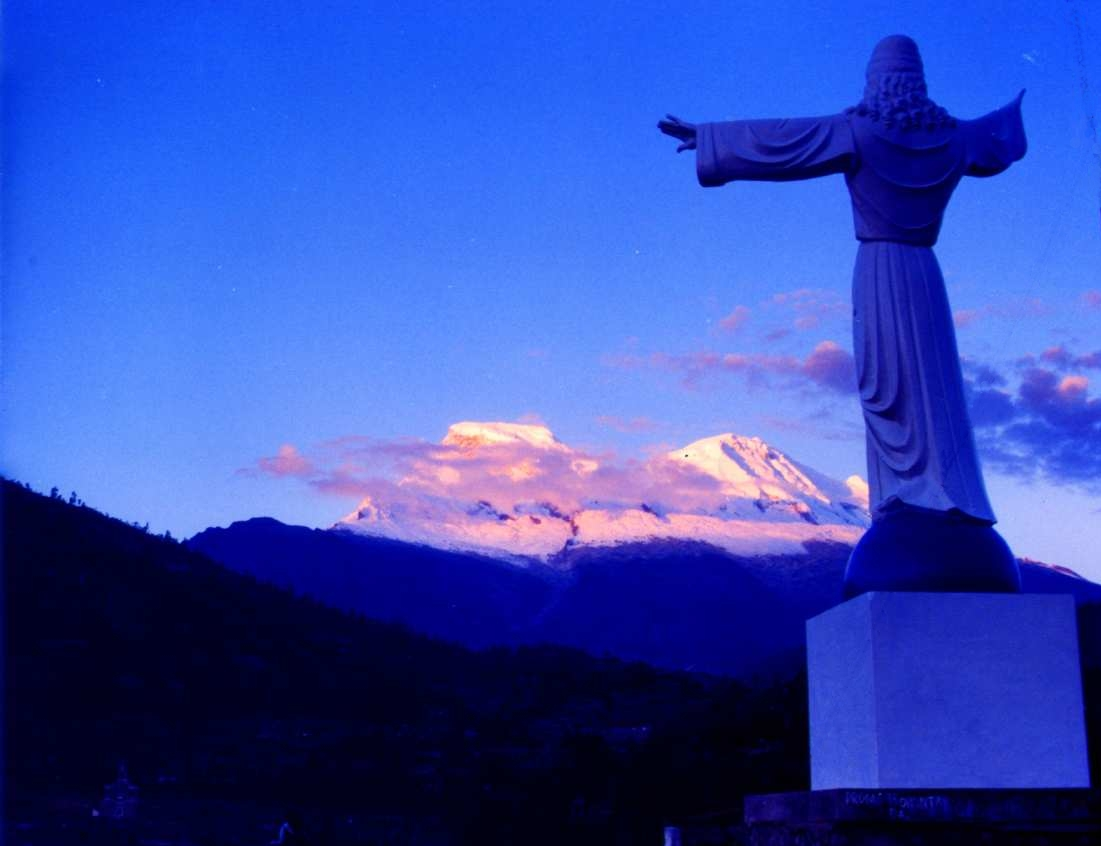

永蓋（西班牙語：Yungay），是秘魯的城鎮，位於該國北部安卡什大區，是永蓋省的首府，處於首都利馬以北450公里的桑塔河沿岸，瓦斯卡蘭山在該鎮以東少於15公里，海拔高度2,458米。